# Banque centrale du Yémen
La banque centrale du Yémen (en arabe : البنك المركزي اليمني) est la banque centrale du Yémen dont les principales fonctions comprennent la gestion du riyal yéménite et le maintien d'une réserve nationale d'or et de devises étrangères. Elle a été créée sous sa forme actuelle en 1971. Son siège est situé à Aden.

## Histoire
Un Conseil monétaire yéménite a été en activité de 1964 à 1967. La Banque centrale du Yémen du Nord a été créée en 1971 et la Banque centrale du Yémen du Sud en 1972. Lors de la réunification des secteurs nord et sud du Yémen le 22 mai 1990, la Banque centrale du Yémen (du nord) a fusionné avec la Banque du Yémen (du sud) sous le nom initial de « Banque centrale du Yémen ».
En septembre 2016, le gouvernement internationalement reconnu a transféré le siège de la Banque (CBY) de Sanaa (contrôlée par les forces houthies) à Aden. Cela a conduit à l'existence de facto de deux branches concurrentes de la CBY, l'une à Sanaa et l'autre à Aden, avec des politiques et un contrôle des ressources financières divergents.
La Banque du Yémen à Aden a commencé à imprimer d'importantes quantités de nouvelle monnaie, qui a finalement été interdite dans les zones contrôlées par les Houthis, créant ainsi deux taux de change différents pour le rial yéménite.

## Gouverneurs
| Rang | Nom                              | Mandat      |
| ---- | -------------------------------- | ----------- |
| 1er  | Abdel Aziz Abdel Ghani           | (1971-1975) |
| 2e   | Abdulla al-Sanabani              | (1975-1985) |
| 3e   | Mohammad Ahmed al-Junaid         | (1985-1994) |
| 4e   | Alawi Saleh al-Salami            | (1994-1997) |
| 5e   | Ahmed Al-Samawi                  | (1997-2010) |
| 6e   | Mohamed Awad Bin Humam           | (2010-2016) |
| 7e   | Mansar Al-Quaiti                 | (2016-2018) |
| 8e   | Mohamed Mansour Zemam            | (2018-2019) |
| 9e   | Hafedh Meyad                     | (2019)      |
| 10e  | Ahmed Obaid Al Fadhli            | (2019-2021) |
| 11e  | Ahmed Bin Ahmed Ghaleb al-Mabaqi | (2021- )    |